# Puerto de Huacho
Puerto de Huacho está ubicado en Huacho, Lima. Se encuentra en el distrito de Huacho, provincia de Huaura, departamento de Lima. La administración está a cargo de la Empresa Nacional de Puertos. El área de influencia abarca las provincias de Huaura y de Chancay, se caracteriza por la industria de harinas de pescado. Cuenta con un muelle y un almacén. El puerto tiene 3 tractores, 1 elevadores de horquilla, 5 grúas, 15 vagonetas, 1 balanzas camioneras y 1 grupo electrógeno.